# Данієль Вісенте
Данієль Вісенте Гомес (ісп. Daniel Vicente Gómez; нар. 2 березня 1993) — мексиканський борець греко-римського стилю, чемпіон, срібний та бронзовий призер Панамериканських чемпіонатів, бронзовий призер Центральноамериканських і Карибських чемпіонатів, бронзовий призер Центральноамериканських і Карибських ігор.

## Життєпис
Боротьбою почав займатися з 2005 року. У 2009 році став срібним призером Панамериканського чемпіонату серед кадетів. У 2011 році здобув срібну медаль Панамериканського чемпіонату серед юніорів. Наступного року на цих же змаганнях став бронзовим призером.
У 2022 став бронзовим призером Центральноамериканських і Карибських пляжних ігор з пляжної боротьби.
Виступає за спортивний клуб «Пентатлон» Мехіко. Тренер — Абель Ернандес Кортес (з 2005).

## Спортивні результати на міжнародних змаганнях

### Виступи на Чемпіонатах світу
| Змагання                        | Збірна  | Вагова категорія                 | Місце |
| ------------------------------- | ------- | -------------------------------- | ----- |
| Чемпіонат світу з боротьби 2021 | Мексика | греко-римська боротьба, до 87 кг | 21    |
| Чемпіонат світу з боротьби 2022 | Мексика | греко-римська боротьба, до 82 кг | 18    |
| Чемпіонат світу з боротьби 2023 | Мексика | греко-римська боротьба, до 87 кг | 32    |

### Виступи на Панамериканських чемпіонатах
| Змагання                                   | Збірна  | Вагова категорія                 | Місце  |
| ------------------------------------------ | ------- | -------------------------------- | ------ |
| Панамериканський чемпіонат з боротьби 2017 | Мексика | греко-римська боротьба, до 80 кг | Бронза |
| Панамериканський чемпіонат з боротьби 2021 | Мексика | греко-римська боротьба, до 87 кг | Срібло |
| Панамериканський чемпіонат з боротьби 2022 | Мексика | греко-римська боротьба, до 82 кг | Золото |
| Панамериканський чемпіонат з боротьби 2023 | Мексика | греко-римська боротьба, до 87 кг | 7      |

### Виступи на Панамериканських іграх
| Змагання                  | Збірна  | Вагова категорія                 | Місце |
| ------------------------- | ------- | -------------------------------- | ----- |
| Панамериканські ігри 2023 | Мексика | греко-римська боротьба, до 87 кг | 8     |

### Виступи на Центральноамериканських і Карибських чемпіонатах
| Змагання                                                       | Збірна  | Вагова категорія                 | Місце  |
| -------------------------------------------------------------- | ------- | -------------------------------- | ------ |
| Центральноамериканський і Карибський чемпіонат з боротьби 2018 | Мексика | греко-римська боротьба, до 87 кг | Бронза |

### Виступи на Центральноамериканських і Карибських іграх
| Змагання                                     | Збірна  | Вагова категорія                 | Місце  |
| -------------------------------------------- | ------- | -------------------------------- | ------ |
| Центральноамериканські і Карибські ігри 2023 | Мексика | греко-римська боротьба, до 87 кг | Бронза |

### Виступи на інших змаганнях
| Змагання                                                     | Збірна  | Вагова категорія                 | Місце  |
| ------------------------------------------------------------ | ------- | -------------------------------- | ------ |
| Гран-прі Іспанії з боротьби 2014                             | Мексика | греко-римська боротьба, до 80 кг | Срібло |
| Турнір «Олімпія» 2014                                        | Мексика | греко-римська боротьба, до 80 кг | Бронза |
| Олімпійський кваліфікаційний турнір з боротьби 2020 (Оттава) | Мексика | греко-римська боротьба, до 87 кг | 5      |
| Центральноамериканські і Карибські пляжні ігри 2022          | Мексика | пляжна боротьба, до 80 кг        | Бронза |

### Виступи на змаганнях молодших вікових груп
| Змагання                                                 | Збірна  | Вагова категорія                 | Місце  |
| -------------------------------------------------------- | ------- | -------------------------------- | ------ |
| Панамериканський чемпіонат з боротьби серед кадетів 2009 | Мексика | греко-римська боротьба, до 76 кг | Срібло |
| Панамериканський чемпіонат з боротьби серед юніорів 2011 | Мексика | греко-римська боротьба, до 74 кг | Срібло |
| Чемпіонат світу з боротьби серед юніорів 2011            | Мексика | греко-римська боротьба, до 74 кг | 27     |
| Панамериканський чемпіонат з боротьби серед юніорів 2012 | Мексика | греко-римська боротьба, до 74 кг | Бронза |
| Панамериканський чемпіонат з боротьби серед юніорів 2013 | Мексика | греко-римська боротьба, до 74 кг | 5      |